# Armas nucleares de Francia
Francia posee un arsenal de armas nucleares y es uno de los cinco Estados con armas nucleares reconocidos bajo el Tratado de No Proliferación Nuclear. Francia fue el cuarto país en probar y desarrollar de manera independiente armas nucleares bajo el gobierno de Charles de Gaulle. En la actualidad, se estima que las Fuerzas Armadas de Francia cuentan con alrededor de 300 ojivas nucleares operativas, lo cual convierte a Francia en la tercera potencia nuclear del mundo.
Las armas nucleares son parte de la force de frappe nacional, desarrollada a partir de 1958 durante la Guerra Fría, cuando Charles de Gaulle decidió dotar a Francia de un medio de disuasión nuclear que le permitiera distanciarse de la OTAN. Francia no firmó el Tratado de prohibición parcial de ensayos nucleares, lo que le dio la posibilidad de realizar más pruebas nucleares hasta que firmó y ratificó el Tratado de Prohibición Completa de los Ensayos Nucleares en 1996 y en 1998, respectivamente.

## Protestas contra pruebas nucleares
- Para 1968, solo Francia y la República Popular de China estaban detonando armas nucleares al aire libre y la contaminación ocasionada por la bomba de hidrógeno llevó a un movimiento global de protestas contra nuevas pruebas atmosféricas por parte de Francia.[4]
- Desde inicios de los años 1960, los grupos pacíficos de Nueva Zelanda, la Campaña para el Desarme Nuclear y el Peace Media han estado organizando campañas antinucleares en protesta contra las pruebas nucleares atmosféricas en la Polinesia Francesa. Estas incluyeron dos grandes peticiones presentadas al Gobierno de Nueva Zelanda que llevaron a la acción conjunta de Nueva Zelanda y Australia de llevar a Francia ante la Corte Internacional de Justicia en 1972.[5]
- En 1972, Greenpeace y una amalgama de grupos pacíficos de Nueva Zelanda lograron retrasar pruebas nucleares por varias semanas al traspasar con un barco al interior de la zona de pruebas. Durante este tiempo, el activista David McTaggart fue golpeado y herido severamente por miembros del ejército francés.
- En 1973, Peace Media organizó una flotilla internacional de yates para protestar, que incluyeron al «Fri», «Espíritu de paz», «Boy Roel», «Magic Island» y el «Tanmure», para navegar al interior de la zona de exclusión.
- En 1973, el primer ministro de Nueva Zelanda Norman Kirk en un acto simbólico de protesta envió dos fragatas, HMNZS Canterbury y HMNZS Otago, a Mururoa y fueron acompañadas por el HMAS Supply, un petrolero de la Royal Australian Navy.[6]
- En 1985, el barco de Greenpeace «Rainbow Warrior» fue bombardeado y hundido por la Dirección General de la Seguridad Exterior en Auckland, Nueva Zelanda, mientras se preparaba para otra protesta contra las pruebas nucleares en zonas militares francesas. Uno de los tripulantes, el fotógrafo portugués Fernando Pereira se ahogó en el barco mientras intentaba recuperar su equipo fotográfico. Dos miembros de la DGSE fueron capturados y sentenciados, pero finalmente fueron repatriados a Francia en un caso controvertido.
- Greenpeace necesitó 25 años de constante trabajo de oposición a los ensayos atómicos (una lucha pacífica iniciada en 1971 y que marcó el nacimiento de Greenpeace como grupo) para conseguir que en 1996 se firmara en Naciones Unidas el Tratado de Prohibición Total de las Pruebas Nucleares (CTBT). A partir de ese momento, Estados Unidos, Rusia, Francia, Reino Unido y China, las cinco potencias nucleares oficialmente reconocidas, no han vuelto a hacer ensayos nucleares.
- La decisión del presidente de Francia Jacques Chirac de llevar a cabo una serie de pruebas nucleares en Mururoa en 1995, solo un año antes de que el Tratado de Prohibición Completa de los Ensayos Nucleares debía ser firmado, causó protestas en todo el mundo, incluyendo un embargo del vino francés. Estas pruebas tenían como objetivo proveer a Francia de suficiente información para mejorar su tecnología nuclear sin la necesidad de pruebas adicionales.[7]
- Las Fuerzas Armadas de Francia dirigieron más de 200 pruebas nucleares en los atolones de Mururoa y de Fangataufa por un período de treinta años que terminó en 1996, con cuarenta de estas pruebas atmosféricas. En agosto de 2006, un informe oficial del Gobierno francés confirmó la conexión entre un incremento en los casos de cáncer de tiroides y las pruebas nucleares atmosféricas de Francia, llevadas a cabo en la zona desde 1966.[8][9]